# إلمدين كيكانوفيتش
إلمدين كيكانوفيتش مواليد 2 سبتمبر 1988 في جمهورية البوسنة والهرسك الاشتراكية، هو لاعب كرة سلة بوسني. بدأ مسيرته الاحترافية في سنة 2004. يلعب مع فريق ألبا برلين كلاعب وسط. يحمل الرقم 9. يبلغ طوله 6 قدم 11 بوصة (2.1 م).

## المسيرة الاحترافية
لعب مع نادي ريد ستار لكرة السلة من سنة 2007 إلى 2010، ثم لعب مع ينسي كراسنويارسك في الدوري الروسي من سنة 2011 إلى 2015، ثم لعب مع نانسي باسكت في الدوري الفرنسي في سنة 2015، ثم لعب مع ألبا برلين في الدوري الألماني في سنة 2015.

## روابط خارجية
- إلمدين كيكانوفيتش على موقع الاتحاد الدولي لكرة السلة (الإنجليزية)
- إلمدين كيكانوفيتش على موقع كرة السلة الأوروبية.كوم (الإنجليزية)
- إلمدين كيكانوفيتش على موقع ريلجم (الإنجليزية)
- إلمدين كيكانوفيتش على موقع بروبوليرز (الإنجليزية)
- إلمدين كيكانوفيتش على موقع سبورتس رفرنس (الإنجليزية)